# ضحى هاني
وٌلدت ضحى هاني في العاشر من شهر سبتمبر من عام 1997، هي لاعبة كرة ريشة مصرية.

## السيرة الذاتية
مثلت مصر في دورة الألعاب الأولمبية الصيفية للشباب 2014 التي عُقِدت في مدينة نانجينغ بالصين في شهر أغسطس من عام 2014

## المشاركة الأولمبية

### طوكيو 2020
شارك ثلاث رياضيون مصريون (رياضيّ ورياضيّتين) في أولمبياد طوكيو 2020 وفقًا لترتيب تصفيات بي دابليو إف للتأهيل للأولمبياد.
| الرياضيّ/ة/ان             | الحدث                                                      | دور المجموعات                                     | دور المجموعات                                           | دور المجموعات                               | دور المجموعات | الإقصاء       | ربع النهائي   | نصف النهائي   | النهائي / م.ب. | النهائي / م.ب. |
| الرياضيّ/ة/ان             | الحدث                                                      | الخصم النتيجة                                     | الخصم النتيجة                                           | الخصم النتيجة                               | الترتيب       | الخصم النتيجة | الخصم النتيجة | الخصم النتيجة | الخصم النتيجة  | الترتيب        |
| ------------------------ | ---------------------------------------------------------- | ------------------------------------------------- | ------------------------------------------------------- | ------------------------------------------- | ------------- | ------------- | ------------- | ------------- | -------------- | -------------- |
| ضحى هاني                 | فردي – سيدات                                               | تشن يوفي (الصين) · خ (5–21, 3–21)                 | Yiğit (تركيا) · خ (5-21, 5-21)                          | —                                           | 3             | لم يتأهل      | لم يتأهل      | لم يتأهل      | لم يتأهل       | لم يتأهل       |
| ضحى هاني هادية حسني      | كرة الريشة في الألعاب الأولمبية الصيفية 2020 – سيدات زوجي ‏ | Matsumoto / · Nagahara (اليابان) · خ (7–21, 3–21) | Piek / · Seinen (هولندا) · خ (6–21, 10–21)              | Honderich / · Tsai (كندا) · خ (5-21, 6-21)  | 4             | —             | لم يتأهل      | لم يتأهل      | لم يتأهل       | لم يتأهل       |
| أدهم حاتم الجمل ضحى هاني | كرة الريشة في الألعاب الأولمبية الصيفية 2020 – مختلط زوجي ‏ | Huang Yq / · Zheng Sw (الصين) · خ (5–21, 10–21)   | Chae Y-j / · Choi S-g (كوريا الجنوبية) · خ (7–21, 3–21) | Piek / · Tabeling (هولندا) · خ (9–21, 4–21) | 4             | —             | لم يتأهل      | لم يتأهل      | لم يتأهل       | لم يتأهل       |

## روابط خارجية
- ضحى هاني على موقع BWF.tournamentsoftware.com (الإنجليزية)
- ضحى هاني على موقع BWFbadminton.com (الإنجليزية)
- ضحى هاني على موقع اللجنة الأولمبية الدولية (الإنجليزية)
- ضحى هاني على موقع اللجنة الأولمبية الدولية (الإنجليزية)
- ضحى هاني على موقع أوليمبيديا (الإنجليزية)